# Northeast Harbour
Northeast Harbour ist ein Naturhafen auf der subantarktischen Insel Campbell Island im südlichen Pazifischen Ozean. Die Insel zählt zu den Offshore Islands Neuseelands.

## Geographie
Der Northeast Harbour beginnt an der Ostseite von Campbell Island und reicht 3,6 km tief in das Innere der Insel hinein. Der Eingang zum Naturhafen erstreckt sich über eine Breite von 560 m, während das Gewässer im Inneren der Insel eine maximale Breite von 580 m aufweist, zumeist aber zwischen 400 m und 500 m breit ist. Die Küstenlinie misst eine Länge von rund 9,3 km und die maximale Tiefe des Naturhafens liegt bei 31 m. An seinem westlichen Ende gabelt sich der Northeast Harbour in drei verschiedene, zwischen 140 m und 460 m langen Meeresarme auf.
Die den Northeast Harbour umgebenden Berge erheben sich bis zu einer Höhe von 289 m. Einziger Zufluss zu dem Naturhafen stellt der 4,4 km lange Northeast Stream dar, der an der Westflanke des 472 m hohen Mount Fizeau entspringt.
Direkt 400 m vor dem Eingang zum Northeast Harbour befindet sich die 180 m lange und bis zu 50 m breite Insel Cossack Rock. Sie ist bis auf zwei weiter südlich liegenden aus dem Meer ragenden Felsen die einzige Insel auf der Ost- und Nordseite von Campbell Island.

## Geologie
Die Landschaft der durch einen Vulkan entstandenen Insel wurde durch Gletscherbildung geformt und die beiden Naturhäfen Northeast Harbour und Perseverance Harbour, einem Fjord gleich, durch Gletscherbewegung gebildet.